# Goljenična kost
Goljenična kost (lat. tibia) građena je od:  
- trupa (lat. corpus tibiae)
- gornjeg kraja (proksimalna epifiza)
- donjeg kraja (distalna epifiza)

To je masivna kost potkoljenice.
Na gornjem proksimalnom dijelu nalaze se dva zglobna dijela: vanjski (condylus lateralis) i unutarnji (condylus medialis).
Na prednjoj strani nalazi se goljenično ispupčenje (tuberositas tibiae).
Na zadnjem donjem dijelu vanjske strame nalazi se zglobna povrsina za zglobljavanje s lisnjačom (fibula).
Donji kraj je manji od gornjeg i baza (basis) mu je okrenuta naniže. U obliku je zarubljene piramide. Unutrašnjost ovog kraja produžava se u gležanj goljenične kosti (malleolus tibiae). Donja strana kraja i vanjska strana gležnja služe za zglobljavanje sa skočnom kosti (talis).